# Federação de Liechtenstein de Voleibol
A Federação de Liechtenstein de Voleibol  (em alemão:Liechtensteiner Volleyball-Verband LVVB) é  uma organização fundada em 1978 que governa a pratica de voleibol da Liechtenstein, sendo membro da Federação Internacional de Voleibol e da Confederação Européia de Voleibol, a entidade é responsável por organizar os campeonatos nacionais de  voleibol masculino e feminino no território.